# 有機エレクトロルミネッセンス (商品)
有機ELディスプレイ（OLED、Organic Light Emitting Diodes）とは、有機化合物より作られた発光ダイオード（LED）の、有機エレクトロルミネッセンス(有機EL)現象を利用したディスプレイである。
次世代ディスプレイとして脚光を浴び始めた2000年代前半にはOELD（organic electroluminescence display）やオーガニックディスプレイ（ソニーによる用語）などと言った呼び方も提案されたが、最終的には「有機ELディスプレイ（OLED）」と言う呼び方をすることになった。

## 概要
2000年代中頃までのディスプレイの主流であったCRTと比較すると、ディスプレイの厚さをミリサイズ以下に抑えられる、桁違いにコントラスト比が高いといった特長を備えている（詳細は「有機エレクトロルミネッセンス」を参照）。液晶ディスプレイと比較すると、CRT並みの画質・応答速度・視野角を持ち、液晶ディスプレイよりさらに薄く、曲げたり（フレキシブルディスプレイ）壁に掛けたりすることができるなどの特徴を持つ。一方で、焼き付きを起こす、寿命が短い、などの欠点があったが、これは2010年代以降に次第に解消されている。
2000年代中ごろより、CRTに代わる次世代ディスプレイの座をプラズマディスプレイや液晶ディスプレイなどと争った。日本では2000年代後半よりオーディオプレーヤーや携帯電話などの小型の表示画面に有機ELディスプレイを利用する商品が登場した。また、2007年11月22日にソニーより11インチの有機ELディスプレイを利用した有機EL薄型テレビ「XEL-1」が一般販売された。
しかし当時は急速に高性能化・低価格化が進む液晶ディスプレイに対抗できず、普及・量産化に失敗。その後ソニーは有機ELディスプレイから撤退した。2011年にソニーが発売した携帯ゲーム機PlayStation Vitaではサムスンより有機ELディスプレイの供給を受け、さらにその後のモデルチェンジで液晶ディスプレイに変更された。
サムスンは2007年に小型有機ELパネルの量産化に成功し、2009年より自社の携帯電話で採用を開始し、2011年に発売されたスマートフォンSamsung GalaxyやPS VITAの売れ行きとともに普及していった。PS VITAが発売された2011年の時点で有機ELディスプレイを量産できていたのはサムスンディスプレイ1社のみであり、当時はPS VITA以外ではサムスン電子の最上位スマートフォンSamsung Galaxyシリーズなどごく少しの製品での採用に留まっていたが、その後は韓国のLGディスプレイや中国の京東方科技集団なども量産化に成功し、韓国や中国メーカーの高級スマートフォンやタブレットのディスプレイとして広範囲で採用されるようになった。しかしサムスン以外のメーカーはまだ生産量が少なく、2016年の時点ではサムスンディスプレイが市場の9割を握っている。
有機エレクトロルミネッセンスの原理をディスプレイとして世界で初めて商品化に成功した国である日本の家電メーカーだが、プラズマディスプレイや表面伝導型電子放出素子ディスプレイなどの有機ELディスプレイ以外の方式を次世代ディスプレイの本命として数千億円単位で投資してしまったメーカーや、大型テレビ用液晶ディスプレイに数千億円単位で投資してしまってその後のスマホ時代に乗り遅れたメーカーも多かったため、有機ELディスプレイの量産化が遅れた。パナソニックとソニーの提携での生産計画は失敗したものの、産業革新機構の主導でシャープ以外の日本の全てのメーカーの有機EL事業を集結したJOLEDが設立され、印刷式有機ELパネルの量産に成功した。
以前はスマホやタブレット用など、量産技術が確立した小型パネルに対し、大型化が技術的に困難で、歩留まりが非常に悪かったため、サムスン・ソニー・パナソニックなど、テレビやデジタルサイネージ用に使われる大型パネルの研究を進めていたメーカーは2014年までに撤退したが、LGディスプレイは2013年に大型テレビ用の大型有機ELパネルの量産化に成功した。日本のメーカー各社もLGからの供給を受けている。

## 主な用途
- テレビ（製品化されたものにはソニー「XEL-1」、LG OLED TVシリーズなどがある）
- 携帯電話（携帯電話はメインディスプレイのほかにサブディスプレイでの採用もある）
- デジタルオーディオプレーヤー（ソニーのウォークマンなどで採用されている）

## 代表的な製品
- 世界初の有機EL：パイオニアカーステレオ
- 世界初の有機EL携帯：モトローラ携帯電話
- 世界初の高分子有機EL：Philipsシェーバー
- 世界初のパッシブマトリクスディスプレイ：NEC FOMA N2001携帯電話
- 世界初のアクティブマトリクスディスプレイ：コダック LS-633デジタルカメラ

## 有機ELディスプレイが使われている製品
パソコン
- MacBook Pro（2016年発売）- 13"の一部モデルと15"モデルに搭載されているTouch Barに採用。
- ALIENWARE 13 R3 OLED（2016年発売）

スマートウォッチ
- Apple Watch（2015年発売）

カーステレオ
- DEH-P9000（1999年発売）

テレビ
- XEL-1（2007年発売）
- LG OLED TVシリーズ

業務用モニター
- PVM-A250（2011年発売）
- BVM-E250（2011年発売）

デジタルオーディオプレーヤー
- NW-X1050/1060（2009年発売）
- NW-A845/846/847（2009年発売）
- NW-A855/856/857（2010年発売）

携帯電話（スマートフォン以外）
- P-03B（2009年発売）
- W52K（2007年発売）
- T-01B（2010年売）
- W53H（2007年発売）
- 941SC（2010年発売）
- W61T（2008年発売）
- P705i（2008年発売） - サブディスプレイに有機ELが使われている
- 920SC（2008年発売）
- W56T（2007年発売）
- 821SC（2008年発売）
- W63CA（2008年発売）
- W61SA（2008年発売）
- W63H（2008年発売）
- Cyber-shotケータイ S001（2009年発売）
- SH010（2010年発売） - サブディスプレイに有機ELが使われている
- AQUOS SHOT SH006（2010年発売） - サブディスプレイに有機ELが使われている
- EXILIMケータイ CA003（2009年発売）
- EXILIMケータイ CA004（2009年発表）

スマートフォン
- GALAXY S（2010年発表）
- HTC Desire SoftBank X06HT（2010年発表）
- GALAXY Nexus（2011年発表）
- iPhone X（2017年発表）
- Pixel 2 (2017年発表)
- Pixel 3 (2018年発表)

タブレット
- 東芝 REGZA Tablet AT570（2012年発表）

PDA
- PEG-VZ90（2004年発売）

携帯ゲーム機
- PlayStation Vita PCH-1000シリーズ（2011年発売）

## 年表
- 1997年　パイオニア、FM文字多重レシーバーGD-F1に単色有機ELディスプレイ搭載。
- 1999年5月　パイオニア、カーステレオCDプレーヤーDEH-P9000に2色有機ELディスプレイ搭載。
- 2001年10月　NEC、FOMA N2001携帯電話端末のメインディスプレイにパッシブ駆動方式有機ELディスプレイを搭載。
- 2002年
  - 5月　ドコモ・富士通、携帯電話端末F504iのサブディスプレイに東北パイオニア製パッシブ駆動方式4色カラー有機ELディスプレイを搭載。
  - 6月　山佐、パチスロネオプラネットXXに透過型単色有機ELディスプレイを搭載。
- 2003年3月　コダック、LS633デジタルカメラに2.16インチアクティブ駆動（低温ポリシリコンTFT駆動）フルカラー有機ELディスプレイ搭載。
- 2004年
  - 8月　コダック、携帯ビデオ、テレビ端末用にアクティブ駆動方式フルカラー有機ELディスプレイをNeosol社CliodにOEM搭載。
  - 9月　ソニー、PDA「CLIE PEG-VZ90」にアクティブ駆動方式フルカラー有機ELディスプレイを搭載。
  - 12月　ダイナコネクティブがNeosol社製ポータブルメディアプレイヤーRunPoを販売[6]。ディスプレイはコダック製を使用。テレビ機能を持つ初めての有機EL製品。
- 2005年3月　ソニー、デジタルオーディオプレーヤー「ウォークマン」にパッシブ駆動方式フルカラー有機ELディスプレイを搭載。
- 2006年　BenQ-Siemens、携帯電話端末S88のメインディスプレイにアクティブ駆動方式フルカラー2インチ有機ELディスプレイを搭載。
- 2007年
  - 10月1日　ソニーが11型の有機ELディスプレイを搭載した次世代薄型テレビ「XEL-1」を発表
- 2008年
  - 9月17日　Eastman KodakがOLED Wireless Frameフォトフレームを発表。7.6型有機ELを搭載。